# Teatro Variedades
O Teatro Variedades, criado segundo um projeto de Urbano de Castro, está situado no Parque Mayer, em Lisboa, Portugal, nos terrenos onde antes existira o lago dos jardins do Palácio Mayer (Prémio Valmor 1902). Apresentou espetáculos de revista e de teatro declamado, tendo sofrido também um incêndio, em 1966, à semelhança de outros edifícios do Parque. Foi o segundo edifício teatral criado neste recinto lisboeta, depois do Teatro Maria Vitória.
A sua inauguração ocorreu no dia 8 de julho de 1926, com a revista Pó de Arroz, com encenação de Rosa Mateus sendo autores Ernesto Rodrigues, Luís Galhardo e outros, com um elenco composto por Vasco Santana, como primeira atração e Augusto Costa (Costinha) como compère, entre outros.
Nos anos sessenta, os empresários Giuseppe Bastos e Vasco Morgado asseguraram em conjunto, a sua exploração, tendo então promovido uma série de renovações no seu interior. Foi alvo de incêndio em 1966. Já na década de noventa, os empresários Hélder Freire Costa e Vasco Morgado Júnior, investiram na renovação do exterior e interior deste teatro.
Em 1992, o encenador Filipe La Féria gravou para a RTP1 o programa “Grande Noite”, uma série com 26 episódios que reunia artistas que se distinguiram no Parque Mayer.
A sua desativação no final da década 90 levou a uma enorme degradação.

## Reabilitação
Em 2 de julho de 2020 foi anunciado que a construtora Gabriel Couto, de Famalicão, vai reabilitar o  Teatro Variedades numa empreitada com o valor de cerca de cinco milhões de euros. A requalificação do espaço será assente num conceito de intervenção global de forma a reabilitar os espaços principais e completá-los com uma nova envolvente funcional, compreendendo o exterior, acessos e áreas técnicas de apoio.
Reabriu em 5 de outubro de 2024.